# Bulbostylis johnstonii
Bulbostylis johnstonii är en halvgräsart som beskrevs av Charles Baron Clarke. Bulbostylis johnstonii ingår i släktet Bulbostylis och familjen halvgräs. Inga underarter finns listade i Catalogue of Life.